# Kumzse
Le Kumsze (Kumszeh, Kumszé) est l'assemblée traditionnelle du peuple Bamiléké; active dans les années 1950. Crée par un groupe de chefs; il se veut aussi l'association des chefs traditionnels Bamiléké au Cameroun.

## Contexte
Actives à la veille de l'indépendance, une centaine d'associations sont actives à promouvoir l'identité cultuelle et culturelle et soutenir des revendications politiques. On retrouve ainsi le Ngondo, chez les Sawa, la plus ancienne, existant avant l’annexion du Cameroun par les Allemands. On a aussi la Mamfe Improvement Union, une association dans le Cameroun sous administration britannique. Née en 1943 à Lagos au Nigeria, elle défendait les intérêts de la "Mamfe Division" et voulait mettre ensemble les ethnies Asumbo, Bangwa, Ejagham, Mbulu, Menka, Mundani, Takamanda, Widekum et Mbo

## Histoire

### Création
Le Kumzse nait en novembre 1947 à Dschang. Mathias Djoumessi, le chef traditionnel de Foréké-Dschang en est cofondateur et dirigeant influent. Il est utilisé comme instrument syndical, outil de la société civile et de pression politique.  

### Choix du nom et objectifs
Le Kumzse tire son nom des traditions Bamiléké : Kum et Nze. 
- Kum veut dire association
- Nze veut dire interdit.

Kumzse signifie littéralement "association des interdits." C'est une société de notables des chefferies bamiléké, société qui fait des lois, définit les coutumes et veille à leur application.
Aussi, les membres du Kumzse sont ceux qui "protégent" le village contre les mauvais esprits et les mauvaises productions agricoles. 
Le Kumzse a pour objectifs, entre autres de recueillir les différentes pensées et opinion du peuple Bamiléké, de rechercher et d'étudier les intérêts moraux, matériels, et corporatifs, de poursuivre la réalisation par les moyens légaux, de protéger les populations Bamiléké contre toute atteinte qui pourrait être portée à leur droit et leur honorabilité. 

## Fonctionnement
Pendant les années de guerre bamiléké, Matthias Djoumessi en est le président. Grégoire Momo, un ex-syndicaliste est membre du Kumzse à l'époque de sa proximité avec l'UPC. Il est alors chef de cabinet du ministre-résident en zone Bamiléké, Mathias Djoumessi. 

### Activités
En 1952, le Kumzse entre à l'assemblée territoriale du Cameroun (ATCAM).  En 1954, le Kumzse édite et fait paraître un organe de presse : le Kwi'Fo,. 
À l'issue de chacun de ses congrès ; dont il a tenu au moins 6, un rapport est produit sous forme de manifeste.
Le 12 aout 1952, Il adresse au ministre de la France d'Outre-Mer une lettre contre le travail forcé au Cameroun Français. 
Le 21 août 1952, Le Kumzse écrit au secrétaire général des Nations unies lui rapportant les travaux du 4e congrès du Kumzse et la lettre adressée au ministre français d'Outre-Mer.

### Militants interpellés
De nombreux militants du Kumzse se sont fait interpeller et Maître Bosmelet, l'avocat du Kumzse était chargé de leurs défenses.

## Personnalités marquantes
- Matthias Djoumessi
- Grégoire Momo